# Альтернативный Стингер
Stinger Alternate ([ˈstɪŋə ɔːltərneɪt] чит. «Сти́нгер-Олтернэйт», в пер. «альтернативный стингер») — опытный американский переносной зенитный ракетный комплекс (ПЗРК) с наведением по лазерному лучу (англ. in the loop, laser-beam guidance), одно из первых американских средств противовоздушной обороны такого рода. Комплекс разрабатывался на замену ПЗРК «Редай» как дополнение и одновременно альтернатива ПЗРК «Стингер» (отсюда и название) на случай, если бы последний показал неудовлетворительные результаты в ходе испытаний. Разработка комплекса велась корпорацией «Филко-Форд» в первой половине 1970-х гг. с перспективой постановки на вооружение к концу 1970-х годов, сначала по заказу Агентства по перспективным оборонным научно-исследовательским разработкам США (АРПА), затем по заказу Управления ракетных войск Армии США. Основным отличием альтернативного комплекса от исходного «Стингера» и его советских аналогов является система наведения, которая реализует в себе технологию, известную как «оседланный луч», где вместо инфракрасной головки самонаведения применяется полуактивный лазерный излучатель, что исключает возможность отклонения ракеты в полёте на ложные цели — тепловые ловушки и очень существенно повышает помехоустойчивость комплекса, делая его неуязвимым для большинства бортовых средств противодействия ракетному обстрелу и активным помехам. Указанная особенность роднит его со шведским «Рэйрайдером» и британским «Джавелином», которые реализуют аналогичный принцип с некоторыми конструктивными особенностями. При условии оснащения ракеты двурежимным взрывателем или контактным взрывателем ударного действия, комплекс мог ограниченно применяться против легкобронированных и небронированных наземных целей.

## История
С самого начала работы над переносным зенитным ракетным комплексом «Редай-2», армейскому командованию стало очевидно, что целый ряд недостатков, обнаруженных в ходе эксплуатации его предшественника, комплекса «Редай» первой модели, не будет устранён по причине исчерпания доступных конструктивных возможностей проектирования ракет с инфракрасными головками самонаведения при имеющейся технологической базе. Среди прочих, зависимость от погодно-климатических факторов, уязвимость для естественных и искусственных помех, тепловых ловушек и другие соображения заставляли искать приемлемую альтернативу. В начале 1970-х гг. АРПА, активно осваивавшее ракетную тематику, инициировало программу создания универсальных противотанковых и противовоздушных ракетных комплексов ATADS (Anti-Tank, Air Defense System) для борьбы с лёгкой бронетехникой и низколетящими средствами воздушного нападения противника. Учитывая широту охвата проводимых исследований и опытно-конструкторских работ, указанная программа породила множество ответвлений на перспективу (например, «Эйдатс» и «Танк брейкер»). Одним из направлений работ данной программы был проект под названием LBR (Laser Beam Rider), реализовавший командное наведение при помощи лазерного луча. Наработки этого проекта и легли вскоре в основу описываемого образца вооружения, которым заинтересовались армейские чины, но тем не менее отдали предпочтение образцу с инфракрасной головкой самонаведения (впоследствии получившему название «Стингер»). Стартовавшая в 1972 году программа Управления ракетных войск Армии США по усовершенствованию имеющихся и разработке альтернативных средств ближней противовоздушной обороны получила название MANPADS (Man Portable Air Defense System), впоследствии этот акроним стал синонимом вообще любых переносных зенитных ракетных комплексов. 28—30 ноября 1973 года Управление ракетных войск заключило контракт с корпорацией «Филко-Форд» (филиалом «Форд») сроком в 23 месяца на сумму $5 млн 200 тыс. на разработку, создание и испытания альтернативного ракетного комплекса, использовавшего для наведения ракеты лазерную подсветку оператором с земли, и предъявление 18 опытных ракет к нему на стрельбовые испытания. В соответствии с положениями контракта, первые огневые испытания были запланированы на июнь 1975 года. В структуре Управления ракетных войск проект курировался двумя подразделениями, за научно-технические аспекты отвечала Научно-исследовательская лаборатория ракетного вооружения (RD&E Missile Systems Laboratory) во главе с профессором Джоном Макдэниелом, в то время как аспекты эксплуатации и боевого применения курировала специально сформированная для этих целей команда концептуализации перспективных комплексов противовоздушной обороны (Air Defense Advanced Systems Concept Team) во главе с подполковником Р. С. Кэнноном.
«Филко-Форд» была не единственным подрядчиком в проекте по разработке альтернативы «Стингеру», кроме неё свои проекты представили корпорации «Мартин-Мариэтта», «Макдоннел-Дуглас» и «Нортроп», а также ведущие иностранные производители зенитного ракетного оружия. Производственный план «Филко-Форд» на 1975 год предусматривал изготовление десяти опытных ракет: четырёх для заводских испытаний и шести для армейских с началом поставки летом 1975 года. В структуре корпорации работа над перспективным комплексом велась подразделением «Аэроньютроник» в Ньюпорт-Бич калифорнийского филиала «Форд аэроспейс». Контроль за ходом работ со стороны заказчика осуществлялся прикомандированными офицерами из Редстоунского арсенала (по месту дислокации управления ракетных войск и названных выше курирующих организаций в его структуре). Тем временем, конкуренты из «Дженерал дайнемикс» сосредоточились на доработке «Стингера» (попутно с альтернативным комплексом, велась работа над альтернативной головкой самонаведения), сократив на 15 % общее количество электронных элементов и дополнив конструкцию съёмным пусковым механизмом, в ходе испытаний 1975 года «Стингер» показал удовлетворительные результаты, в феврале 1976 года Министерство обороны США заявило о том, что все ранее имевшие место недоработки были устранены. Первая презентация альтернативного комплекса военным с демонстрацией особенностей его эксплуатации и боевого применения прошла в Школе противовоздушной обороны на базе «Форт-Блисс», штат Техас, летом 1975 года. Армейским командованием рассматривались разнообразные варианты замены ПЗРК «Редай» на комплексы с автоматическим, полуавтоматическим и ручным режимами управления полётом ракеты. В «Форде» были согласны на одновременное принятие на вооружение обоих комплексов, одного как стандартного средства прикрытия войск, другого как диверсионного оружия для сил специальных операций и проамериканских партизанско-повстанческих формирований за рубежом. Однако, представители генералитета с самого начала были склонны к постановке на вооружение только одного образца с перспективой поиска альтернативного поставщика, но не альтернативного образца вооружения. В качестве основного недостатка комплексу вменялась невозможность быстрой смены огневой позиции после пуска и необходимость спокойного сопровождения цели оператором, что требовало от него высоких профессиональных и волевых качеств, в то время как применение самонаводящегося «Стингера» не требовало от стрелка особого профессионализма и выдержки.

## Испытания
Стрельбовые испытания проводились в 1975—1976 гг. на полигоне «Уайт-Сэндз» в штате Нью-Мексико под руководством Управления ракетных войск (попутно с альтернативным комплексом на армейских полигонах проводились испытания других образцов вооружения разработанных «Аэроньютроник»). Программа испытаний предполагала обстрел ракетами с инертной боевой частью (болванками) сначала зафиксированных над землёй неподвижных габаритных целей, затем самолётов-мишеней «Файрби», переоборудованных в самолёты-мишени реактивных учебно-тренировочных самолётов «Шутинг стар» и истребителей «Дельта даггер». В ходе совместных стрельбовых испытаний ракетами с осколочно-фугасной боевой частью, с участием армейских зенитчиков и инженеров компании-изготовителя при помощи альтернативного комплекса удалось поразить беспилотный вертолёт «Дэш» (первый пуск по цели) и самолёт-мишень из стекловолоконного материала, буксируемый истребителем «Фантом-2». По завершении испытаний комплекс был представлен вниманию прессы.
| Перечень пусков по программе испытаний         | Перечень пусков по программе испытаний | Перечень пусков по программе испытаний | Перечень пусков по программе испытаний |
| № п.п.                                         | Дата                                   | Подробности | Результат                              |
| ---------------------------------------------- | -------------------------------------- | --- | -------------------------------------- |
| Пуски ракет с инертной боевой частью           |                                        | |                                        |
| 1                                              | н/д                                    | первый пуск ракеты по неподвижной цели, попытка не зачтена ввиду обрыва провода телеметрической аппаратуры                                                | неисправность                          |
| 2                                              | 20 ноября 1975                         | пуск ракеты по неподвижной цели | прямое попадание                       |
| 3                                              |                                        | | н/д                                    |
| 4                                              |                                        | | н/д                                    |
| 5                                              |                                        | | н/д                                    |
| 6                                              |                                        | | н/д                                    |
| 7                                              |                                        | | н/д                                    |
| 8                                              |                                        | | н/д                                    |
| Пуски ракет с осколочно-фугасной боевой частью |                                        | |                                        |
| 9                                              | 30 июня 1976                           | первый пуск ракеты с ОФ БЧ на пересекающихся курсах по воздушной цели типа «вертолёт» (QH-50) летящей со скоростью 111 км/ч на удалении свыше 2500 метров | прямое попадание                       |
| 10                                             | 30 октября 1976                        | пуск ракеты с ОФБЧ по буксируемой воздушной цели типа «реактивный самолёт»                                                                                | прямое попадание                       |

## Производственный план
Комплекс изначально проектировался под заданную стоимость. Корпоративный производственный план предусматривал производство и поставку заказчику 2020 командно-пусковых блоков и 23 тыс. ракет в течение семи лет со среднемесячным показателем производства 275 ракет (84 месяца). Темпы производства в любой момент могли быть увеличены при возникновении таковой необходимости за счёт подключения альтернативных поставщиков, для этих целей инженеры «Филко-Форд» подготовили производственно-техническую документацию на все три отсека ракеты, которые могли производиться серийно на заводах «Форд» и других компаний. Начать предполагалось с партии в 1 тыс. ракет. Полная стоимость программы закупок ракет оценивалась в $195 млн 238 тыс. 95 долларов (не считая командно-пусковых блоков [КПБ]). Заявленная стоимость программы закупок в целом и одной ракеты в отдельности варьировалась весьма значительно в зависимости от объёма предполагаемого заказа, применяемых материалов и технологий производства (увеличение объёма заказа и упрощение устройства ракеты означало удешевление её стоимости до 30 % и более). Однако, армейское командование решило, что «Стингер» превзошёл своего конкурента. В первой половине 1977 года финансирование альтернативного проекта было прекращено, а в 1978 году «Стингер» был принят на вооружение. После отказа армейского командования от дальнейшего финансирования альтернативных проектов, проект разработки ПЗРК с лазерной подсветкой цели стал неактуален.

## Устройство

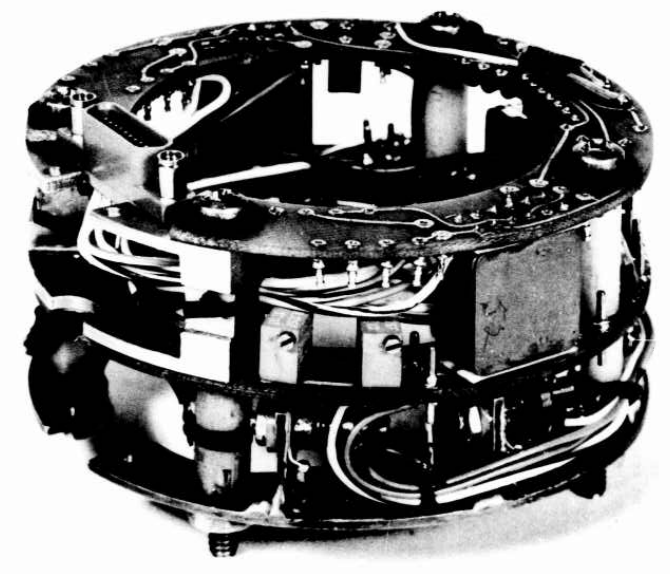
Блок электроники ракеты

Командно-пусковой блок (guidance unit) представляет собой металлический короб продолговатой кубической формы со скошенной на одну четверть верхней гранью (в процессе работы КПБ и пусковая труба претерпевали неоднократные изменения во многих отношениях, даже их внешний вид весьма существенно отличался, форма корпуса, расположение прицельных приспособлений и оптических приборов отличалась у различных моделей КПБ), носимый в заплечном ранце и стыкующийся поперёк пусковой трубы, в передней её части. В КПБ заключены электронные и оптические приборы управления ракетой, аккумуляторная батарея (battery power pack), прицельные приспособления (zoom optical subassembly), лазерная станция наведения (transmitter assembly), линза которой (laser beam projector) в походном положении закрыта съёмной крышкой. Пусковая труба представляет собой унитарный боеприпас с корпусом из полимерного материала, вмонтированной внутрь ракетой и запаянными заглушками, поставляемой в войска с завода-изготовителя в виде, готовом к боевому применению и не предназначена для разборки/сборки. Пусковая труба имеет рукоятку управления огнём и для удобства пользования оснащена пластиковым цевьём. Ракета внутри пусковой трубы представляет собой оперённый управляемый снаряд со сложенным оперением, скомпонованный по нормальной аэродинамической схеме, состоит из отсеков: боевого (ordnance section), двигательного (flight motor section) и рулевого (flight control section). Отсеки соединены между собой зажимными хомутами типа «Марман». Электроника ракеты на основе больших интегральных схем гибридного типа является цифровой с логическим аппаратом, включающим в себя базовый набор логических вентилей с соответствующими функциями. Наземный источник питания (thermal battery) является одноразовым изделием для запитки элекроцепей комплекса в течение цикла боевой работы и на исходной модели представляет собой металлическую ёмкость цилиндрической формы, по размеру помещающуюся в ладонь и вкручивающуюся в отверстие в задней части пусковой трубы. Перед обстрелом цели он проворачивается по кругу до щелчка, на усовершенствованной модели источник питания совмещён с полимерным цевьём и пристыковуется к передней части пусковой трубы, спереди от рукоятки управления огнём, приводится в действие выдёргиванием предохранительной чеки и нажатием на кнопку включения (после этого комплекс готов к бою). КПБ и пусковая труба имеют снаружи ряд тумблеров и переключателей, которые нажимаются в зависимости от воздушной обстановки, типа воздушной цели и других конкретных обстоятельств. КПБ мог быть доукомплектован запросчиком системы радиолокационного опознавания.

## Цикл стрельбы
Последовательность операций боевой работы комплекса следующая. После получения координат воздушной цели по радиостанции и другим средствам оповещения или визуального её обнаружения, стрелок-оператор снимает чехол с прицела и крышку с линзы лазерной станции наведения командно-пускового блока, пристыковует его к пусковой трубе с ракетой. К разъёму пусковой трубы пристыковуется наземный источник питания (НИП). Непосредственно перед принятием решения на обстрел воздушной цели, НИП активизируется стрелком и запитывает электроцепи комплекса, после чего комплекс запрокидывается стрелком на правое плечо (конструктивных решений для левшей предусмотрено не было), упирается в плечевой упор и разворачивается передним срезом в направлении цели. При наличии запросчика системы радиолокационного опознавания, его показания носят сугубо информационный характер, предназначены для принятия к сведению и на работу комплекса не влияют. Стрелок прикладывается правым глазом к резиновому наглазнику окуляра оптического прицела и имея цель в обозримом пространстве прицела (желательно в центре) вдавливает спусковую скобу до упора, это приводит к разарретированию гироскопического следящего координатора лазерной станции наведения и её пространственной и временно́й синхронизации с прицелом. Тем временем, от электрического импульса срабатывает выбрасывающий двигатель, при истечении реактивной струи которого слетают передняя и задняя заглушки пусковой трубы, и ракета покидает пусковую трубу на скорости, обеспечивающей её отлёт на безопасное расстояние от огневой позиции, где начинает работу маршевый двигатель, благодаря тяге которого ракета летит к точке встречи с целью, «прижимаясь» в полёте к линии визирования цели. Лазерная станция наведения захватывает своим лучом лазерный приёмник в хвосте ракеты сразу же после её вылета из пусковой трубы, её гироскопический следящий координатор непрерывно доворачивается в сторону ракеты, зафиксированный параметр рассогласования вектора направления движения ракеты от линии визирования цели, лазерный излучатель (представляющий собой два диода, расположенные таким образом чтобы получить L-образный силуэт цели) передаёт двухмерные угловые координаты сопровождаемой цели относительно линии визирования (центра прицела) на бортовую электронику ракеты, автопилот вычисляет текущее значение ошибки наведения и показания датчика угловой скорости ракеты (rate sensor assembly), полученное значение передаётся на рулевую машинку (integrated control assembly), которая тут же преобразует его в электромеханические импульсы на рулевые поверхности ракеты (control surfaces). На стартовом (разгонном) участке траектории полёта, маневренные качества ракеты призван повысить блок управления вектором тяги (reaction control nozzles), сопла которого расположены в хвостовой части ракеты, спереди от хвостового оперения, и который активизируется одновременно с рулевыми поверхностями. От стрелка требуется непрерывно удерживать прицельную марку точно на цели, при этом не отпуская нажатой спусковой скобы до момента попадания или промаха (отпустив спусковую скобу преждевременно разомкнётся электроцепь и отключится станция наведения, а ракета потеряет управляемость). В системе наведения комплекса был применён принцип полуавтоматического сопровождения с фиксацией угловых скоростей полёта ракеты (rate-aided tracking), на случай если стрелок в процессе наведения сделает чресчур резкое движение или произойдёт обрыв командной линии. Автопилот ракеты запоминает тенденцию изменения угловых скоростей и в случае резкого смещения лазерного луча в сторону доворачивается в заданном направлении плавно с учётом рассчитанного на основе зафиксированных значений коэффициента поправки, что даёт стрелку время на исправление допущенной ошибки наведения или, в случае обрыва командной линии управления, на восстановление управляемости ракетой путём перезахвата её лазерным лучом. Кроме электроники ракеты, для этих же целей КПБ оснащён системой стабилизации (sightline stabilization unit), которая компенсирует ошибку наведения, возникающую в результате воздействия биомеханических факторов, смягчает резкие движения стрелка в процессе наведения, дрожь, вибрацию и другие колебательные движения. Окончив обстрел цели, стрелок отстыковует и выбрасывает стреляную пусковую трубу или аккуратно кладёт на грунт бракованную (в случае невыхода ракеты), после чего может повторить цикл стрельбы в указанной последовательности до израсходования боекомплекта, либо покинуть огневую позицию.

## Тактико-технические характеристики
Источники информации :
Ракета
Общие сведения
- Взрыватель — неконтактный

Массо-габаритные характеристики
- Длина опытного прототипа ракеты в стартовой конфигурации — 1333,5 мм (52,5")
- Длина ракеты в стартовой конфигурации — 1280 мм (50,4")
- Длина ракеты в полётной конфигурации — 1194 мм (47")
- Диаметр маршевой ступени корпуса — 82,5 мм (3,25")
- Диаметр носовой части корпуса — 80 мм (3,15")
- Диаметр обтекателя — 3,8 мм (0,15")
- Толщина стенок корпуса боевого отсека — 254 мкм (0,01")
- Толщина стенок корпуса двигательного отсека — 635 мкм (0,025")
- Толщина стенок корпуса рулевого отсека — 762 мкм (0,030")
- Масса опытного прототипа ракеты в стартовой конфигурации (с телеметрической аппаратурой) — 9,071 кг (20 фунтов)
- Масса ракеты в стартовой конфигурации — 8,164 кг (18 фунтов)
- Масса ракеты в полётной конфигурации — 7,711 кг (17 фунтов)
- Масса выбрасывающего двигателя — 0,453 кг (1 фунт)
- Масса боевого отсека — 1,283 кг (2,83 фунта)
- Масса двигательного отсека — 4,245 кг (9,36 фунтов)
- Масса рулевого отсека — 2,027 кг (4,47 фунта)
- Масса электроники — 0,154 кг (0,34 фунта)

Используемые материалы
- Материал корпуса носовой части и боевого отсека — высокопрочный тонколистовой алюминиевый сплав 6000 Series
- Материал корпуса двигательного отсека — высокопрочная сталь
- Материал корпуса рулевого отсека — высокопрочный алюминиевый сплав 6000 Series
- Материал корпуса хвостовой части, блока управления вектором тяги и камеры сгорания — высокопрочный алюминиевый сплав с твёрдым анодированным покрытием Type 356
- Тип используемого топлива — двухосновное твёрдое ракетное топливо

Лётно-технические характеристики
- Инерциальная навигационная аппаратура — автопилот с системой управления пространственным положением
- Система пространственной навигации — трёхкоординатная
- Угол наклона соплового блока к центральной оси ракеты — 20°
- Начальная скорость ракеты на вылете из пусковой трубы — 18,2 м/сек (60 футов)
- Среднее расстояние точки срабатывания маршевого двигателя от точки запуска — 6 м (20 футов)
- Среднее время полёта ракеты на максимальное расстояние — >10 сек
- Максимальная продольная перегрузка — 55 G
- Максимальная поперечная перегрузка — 45 G

Командно-пусковой блок (КПБ)
- Масса опытного образца КПБ — 7,121 кг (15,7 фунтов)
- Масса серийного образца КПБ — 6,577 кг (14,5 фунтов)
- Масса усовершенствованного КПБ — 4,218 кг (9,3 фунтов)
- Кратность увеличения линзы прицела — 10-кратное
- Диаметр лазерного луча — варьирующийся от 1 до 6 м

## Сравнительная характеристика
В плане сопоставления его с другими образцами вооружения, претендовавшими на замену комплексов «Редай», альтернативный комплекс занимал промежуточную позицию, как в плане своих достоинств, так и в плане недостатков. Ни одно из указанных качеств комплекса не было столь явно выраженным как у образцов с ручным радиокомандным наведением, либо оснащённых головкой самонаведения, — в отличие от иных образцов вооружения указанного типа, имеющих явные преимущества и явные недостатки в сравнении с конкурирующими образцами, практически все качественные характеристики альтернативного комплекса имели серединные значения. В плане стоимостных показателей, его отличала относительная дешевизна в сравнении с образцами, оснащёнными головками самонаведения (ГСН) (даже наиболее примитивными), в эксплуатационном плане, он был более сложным, нежели образцы с ГСН, но более простым в сравнении комплексами с ручным радиокомандным наведением.
| Сравнительная характеристика переносных зенитных ракетных комплексов 1970-х годов | Сравнительная характеристика переносных зенитных ракетных комплексов 1970-х годов | Сравнительная характеристика переносных зенитных ракетных комплексов 1970-х годов | Сравнительная характеристика переносных зенитных ракетных комплексов 1970-х годов | Сравнительная характеристика переносных зенитных ракетных комплексов 1970-х годов | Сравнительная характеристика переносных зенитных ракетных комплексов 1970-х годов | Сравнительная характеристика переносных зенитных ракетных комплексов 1970-х годов |
| Характеристика | «Стрела-2»                                                                        | «Stinger»                                                                         | «Stinger Alternate»                                                               | «Rayrider»                                                                        | «Blowpipe»                                                                        | «Blowpipe»                                                                        |
| --- | --------------------------------------------------------------------------------- | --------------------------------------------------------------------------------- | --------------------------------------------------------------------------------- | --------------------------------------------------------------------------------- | --------------------------------------------------------------------------------- | --------------------------------------------------------------------------------- |
| Разработчик | КБМ                                                                               | General Dynamics                                                                  | Ford                                                                              | Bofors                                                                            | Northrop                                                                          | Short Brothers                                                                    |
| Принятие на вооружение в стране производства | Да                                                                                | Да                                                                                | Нет                                                                               | Да                                                                                | Нет                                                                               | Да                                                                                |
| Аэродинамическая схема ракеты | «утка» с прямоугольным оперением                                                  | «утка» с прямоугольным оперением                                                  | нормальная схема с трапециевидным оперением                                       | нормальная схема со стреловидным оперением                                        | «утка» с треугольным оперением                                                    | «утка» с треугольным оперением                                                    |
| Режим управления полётом ракеты | автоматический                                                                    | автоматический                                                                    | полуавтоматический                                                                | полуавтоматический                                                                | полуавтоматический                                                                | ручной                                                                            |
| Система управления ракетой с земли | не предусмотрена                                                                  | не предусмотрена                                                                  | наведение по лучу                                                                 | наведение по лучу                                                                 | наведение по лучу                                                                 | радиокомандная                                                                    |
| Устройство наведения ракеты на цель | головка самонаведения                                                             | головка самонаведения                                                             | станция лазерной подсветки                                                        | станция лазерной подсветки                                                        | станция лазерной подсветки                                                        | станция передачи команд                                                           |
| Устройство наведения ракеты на цель | пассивная инфракрасная                                                            | пассивная инфракрасная/ультрафиолетовая                                           | полуактивная лазерная                                                             | полуактивная лазерная                                                             | полуактивная лазерная                                                             | оптико-электронная                                                                |
| Устройство наведения ракеты на цель | конического сканирования передней полусферы                                       |                                                                                   | полуактивная лазерная                                                             | полуактивная лазерная                                                             | полуактивная лазерная                                                             | оптико-электронная                                                                |
| Неконтактный датчик цели | не предусмотрен                                                                   | радиолокационный                                                                  | лазерный                                                                          | лазерный                                                                          | комбинированный                                                                   | комбинированный                                                                   |
| Удержание цели по центру прицела в процессе прицеливания | требуется                                                                         | требуется                                                                         | желательно                                                                        | желательно                                                                        | не требуется                                                                      | не требуется                                                                      |
| Осуществление пуска по цели без точного прицеливания | недопустимо ни при каких обстоятельствах                                          | недопустимо ни при каких обстоятельствах                                          | не желательно                                                                     | не желательно                                                                     | допустимо при отсутствии времени на прицеливание                                  | допустимо при отсутствии времени на прицеливание                                  |
| Подсветка цели оператором | не предусмотрена                                                                  | не предусмотрена                                                                  | лазерная                                                                          | лазерная                                                                          | лазерная                                                                          | не предусмотрена                                                                  |
| Подсветка цели оператором | не предусмотрена                                                                  | не предусмотрена                                                                  | низкоимпульсная                                                                   | частотно-модулированная                                                           | непрерывная                                                                       | не предусмотрена                                                                  |
| Сопровождение ракеты оператором | не предусмотрено                                                                  | не предусмотрено                                                                  | по линии визирования цели                                                         | по линии визирования цели                                                         | по линии визирования цели                                                         | по линии визирования цели                                                         |
| Метод наведения ракеты | двухточечный                                                                      | двухточечный                                                                      | трёхточечный                                                                      | трёхточечный                                                                      | трёхточечный                                                                      | трёхточечный                                                                      |
| Метод наведения ракеты | метод пропорционального сближения                                                 | метод пропорционального сближения                                                 | метод автоматического совмещения                                                  | метод автоматического совмещения                                                  | метод автоматического совмещения                                                  | метод ручного совмещения                                                          |
| Метод наведения ракеты | с переменным запрограммированным углом упреждения                                 | с переменным автоматически рассчитываемым углом упреждения                        | с нулевым углом упреждения                                                        | с нулевым углом упреждения                                                        | с нулевым углом упреждения                                                        | с произвольным регулируемым углом упреждения                                      |
| Помехозащищённость | относительная                                                                     | относительная                                                                     | близкая к абсолютной                                                              | близкая к абсолютной                                                              | близкая к абсолютной                                                              | близкая к абсолютной                                                              |
| Помехоустойчивость | низкая                                                                            | относительная                                                                     | высокая                                                                           | высокая                                                                           | высокая                                                                           | близкая к абсолютной                                                              |
| Угрожающие факторы помеховой обстановки | уязвимость для тепловых ловушек, небесным светилам                                | уязвимость для тепловых ловушек, небесным светилам                                | уязвимость для средств оптико-электронного подавления                             | уязвимость для средств оптико-электронного подавления                             | уязвимость для средств оптико-электронного подавления                             | безразличие к помехам                                                             |
| Бортовые средства оповещения об угрозе ракетного обстрела воздушной цели | станция предупреждения о радиолокационном облучении                               | станция предупреждения о радиолокационном облучении                               | станция предупреждения о лазерном облучении                                       | станция предупреждения о лазерном облучении                                       | станция предупреждения о лазерном облучении                                       | не существуют                                                                     |
| Эффективность при стрельбе навстречу | ниже, чем вдогон                                                                  | ниже, чем вдогон                                                                  | одинаково высокая                                                                 | одинаково высокая                                                                 | одинаково высокая                                                                 | более высокая, чем вдогон                                                         |
| Эффективность применения в условиях облачности | ниже, чем при безоблачной погоде                                                  | ниже, чем при безоблачной погоде                                                  | относительная                                                                     | относительная                                                                     | одинаково высокая                                                                 | одинаково высокая                                                                 |
| Эффективность применения в условиях тумана | практически бесполезен                                                            | практически бесполезен                                                            | практически бесполезен                                                            | практически бесполезен                                                            | практически бесполезен                                                            | практически бесполезен                                                            |
| Эффективность применения в условиях задымления или запыления огневой позиции | одинаково высокая                                                                 | одинаково высокая                                                                 | ниже, чем при отсутствии указанных факторов, ограничивающих видимость цели        | ниже, чем при отсутствии указанных факторов, ограничивающих видимость цели        | ниже, чем при отсутствии указанных факторов, ограничивающих видимость цели        | ниже, чем при отсутствии указанных факторов, ограничивающих видимость цели        |
| Эффективность применения в тёмное время суток | с ТПВ более эффективен, чем в светлое время суток                                 | с ТПВ более эффективен, чем в светлое время суток                                 | без ночной оптики практически бесполезен                                          | без ночной оптики практически бесполезен                                          | без ночной оптики практически бесполезен                                          | без ночной оптики практически бесполезен                                          |
| Эффективность применения по целям, оставляющим низкоконтрастный тепловой след (аэростаты, планеры, дельтапланы и др.) | ниже, чем по целям, с выраженным тепловым контрастом                              | ниже, чем по целям, с выраженным тепловым контрастом                              | одинаково высокая                                                                 | одинаково высокая                                                                 | одинаково высокая                                                                 | одинаково высокая                                                                 |
| Возможность повторного обстрела цели или смены позиции | сразу после пуска                                                                 | сразу после пуска                                                                 | после попадания или промаха                                                       | после попадания или промаха                                                       | после попадания или промаха                                                       | после попадания или промаха                                                       |
| Возможность обстрела наземных или надводных целей | отсутствует                                                                       | имеется у поздних моделей                                                         | имеется                                                                           | ограничена                                                                        | ограничена                                                                        | имеется                                                                           |
| Категория мобильности | носимый                                                                           | носимый                                                                           | носимый                                                                           | возимый                                                                           | ограниченно носимый                                                               | ограниченно носимый                                                               |
| Простота в эксплуатации | примитивен, выстрелил и выбросил                                                  | примитивен, выстрелил и выбросил                                                  | требует специальной подготовки                                                    | требует специальной подготовки                                                    | требует специальной подготовки                                                    | требует особых навыков                                                            |
| Источники информации - Air Defense Systems and Weapons: World AAA and SAM Systems in the 1990s. / Compiled by Christopher Chant. — 1st ed. — London: Brassey’s Defence Publishers, 1989. — P. 25-27, 30-32, 65-69, 129-132 — 407 p. — ISBN 0-08-036246-X. - An Illustrated Guide to Modern Airborne Missiles. / Compiled by Bill Gunston. — N.Y.: Arco Publishing, 1983. — P. 37, 48, 50, 66, 154 — 159 p. — ISBN 0-668-05822-6. - Jane’s Infantry Weapons 1975. / Edited by F. W. A. Hobart. — 1st ed. — London: Macdonald and Jane’s, 1974. — P. 755, 778-779, 788, 805-806 — 860 p. — ISBN 0-531-02748-1. - Jane’s Weapon Systems 1979-80. / Edited by Ronald T. Pretty. — 10th ed. — Coulsdon, Surrey: Jane’s Information Group, 1979. — P. 87-89, 807 — 1056 p. — ISBN 0-531-03299-X. - Jane’s Weapon Systems 1986-87. / Edited by Ronald T. Pretty. — 17th ed. — London: Jane’s Publishing Company, 1986. — P. 137-142 — 1127 p. — ISBN 0-7106-0832-2. - Jane’s Weapon Systems 1987-88. / Edited by Bernard Blake. — 18th ed. — London: Jane’s Publishing Company, 1987. — P. 208-212 — 1100 p. — ISBN 0-7106-0845-4. - Jane’s Land Based Air Defence 1992-93. / Edited by Tony Cullen and Christopher F. Foss. — 5th ed. — Coulsdon, Surrey: Jane’s Information Group, 1992. — P. 35-43, 50-56 — 325 p. — ISBN 0-7106-0979-5. - Jane’s Electro-Optic Systems 2004-2005. / Edited by Michael J. Gething. — 10th ed. — Coulsdon, Surrey: Jane’s Information Group, 2004. — P. 21, 128-135, 138-139 — 727 p. — ISBN 0-7106-2620-7. - Man-Portable Air Defense Systems (A Comparison by Rhoi M. Maney) // Air Defense Magazine. — Fort Bliss, Texas: U.S. Army Air Defense School, October-December 1977. — P. 19-23. |                                                                                   |                                                                                   |                                                                                   |                                                                                   |                                                                                   |                                                                                   |

## Дальнейшее развитие задела
|              |              |              |              |              |              |  |  |                          |                          |                          |                          |                          |                          |  |  | CLBRP (1978)            |                         |                         |                         |                         |                         |  |  |                |                |                |                |                |                |
|              |              |              |              |              |              |  |  |                          |                          |                          |                          |                          |                          |  |  |                         |                         |                         |                         |                         |                         |  |  |                |                |                |                |                |                |
|              |              |              |              |              |              |  |  | Laser Shillelagh (1976)  | Laser Shillelagh (1976)  | Laser Shillelagh (1976)  | Laser Shillelagh (1976)  | Laser Shillelagh (1976)  | Laser Shillelagh (1976)  |  |  | AHAMS (1978)            | AHAMS (1978)            | AHAMS (1978)            | AHAMS (1978)            | AHAMS (1978)            | AHAMS (1978)            |  |  |                |                |                |                |                |                |
|              |              |              |              |              |              |  |  | Laser Shillelagh (1976)  | Laser Shillelagh (1976)  | Laser Shillelagh (1976)  | Laser Shillelagh (1976)  | Laser Shillelagh (1976)  | Laser Shillelagh (1976)  |  |  | AHAMS (1978)            | AHAMS (1978)            | AHAMS (1978)            | AHAMS (1978)            | AHAMS (1978)            | AHAMS (1978)            |  |  |                |                |                |                |                |                |
|              |              |              |              |              |              |  |  | LBR (1972)               |                          |                          |                          |                          |                          |  |  |                         |                         |                         |                         |                         |                         |  |  |                |                |                |                |                |                |
|              |              |              |              |              |              |  |  |                          |                          |                          |                          |                          |                          |  |  |                         |                         |                         |                         |                         |                         |  |  |                |                |                |                |                |                |
|              |              |              |              |              |              |  |  |                          |                          |                          |                          |                          |                          |  |  | Basic Saber (1981)      | Basic Saber (1981)      | Basic Saber (1981)      | Basic Saber (1981)      | Basic Saber (1981)      | Basic Saber (1981)      |  |  | TopKick (1986) | TopKick (1986) | TopKick (1986) | TopKick (1986) | TopKick (1986) | TopKick (1986) |
|              |              |              |              |              |              |  |  |                          |                          |                          |                          |                          |                          |  |  | Basic Saber (1981)      | Basic Saber (1981)      | Basic Saber (1981)      | Basic Saber (1981)      | Basic Saber (1981)      | Basic Saber (1981)      |  |  | TopKick (1986) | TopKick (1986) | TopKick (1986) | TopKick (1986) | TopKick (1986) | TopKick (1986) |
| ATADS (1971) | ATADS (1971) | ATADS (1971) | ATADS (1971) | ATADS (1971) | ATADS (1971) |  |  | Stinger Alternate (1973) | Stinger Alternate (1973) | Stinger Alternate (1973) | Stinger Alternate (1973) | Stinger Alternate (1973) | Stinger Alternate (1973) |  |  | Long Range Saber (1985) | Long Range Saber (1985) | Long Range Saber (1985) | Long Range Saber (1985) | Long Range Saber (1985) | Long Range Saber (1985) |  |  |                |                |                |                |                |                |
| ATADS (1971) | ATADS (1971) | ATADS (1971) | ATADS (1971) | ATADS (1971) | ATADS (1971) |  |  | Stinger Alternate (1973) | Stinger Alternate (1973) | Stinger Alternate (1973) | Stinger Alternate (1973) | Stinger Alternate (1973) | Stinger Alternate (1973) |  |  | Long Range Saber (1985) | Long Range Saber (1985) | Long Range Saber (1985) | Long Range Saber (1985) | Long Range Saber (1985) | Long Range Saber (1985) |  |  |                |                |                |                |                |                |
|              |              |              |              |              |              |  |  | Laser Chaparral (1974)   |                          |                          |                          |                          |                          |  |  |                         |                         |                         |                         |                         |                         |  |  |                |                |                |                |                |                |
|              |              |              |              |              |              |  |  |                          |                          |                          |                          |                          |                          |  |  |                         |                         |                         |                         |                         |                         |  |  |                |                |                |                |                |                |

В начале 1980-х гг., армейское руководство возобновило работы в направлении создания альтернативных носимых средств противовоздушной обороны с лазерной подсветкой цели, на этот раз в рамках программы LADS (Lightweight Air Defense Systems), с перспективой оснащения ими лёгких пехотных и аэромобильных подразделений сухопутных войск, морской пехоты, а также общевойсковых группировок сил быстрого развёртывания. С подразделением «Аэроньютроник» был заключён контракт на проведение научно-исследовательских работ по указанной тематике, в результате чего из архивов были извлечены имеющиеся наработки. Основные тактико-технические требования практически не изменились, были дополнены пунктами об устойчивости комплекса к любым погодно-климатическим факторам и пригодности к применению в любой точке планеты в условиях интенсивного применения противником средств постановки помех (что ограничивало боевые возможности имеющегося арсенала средств), желательным качеством комплекса была его универсальность, то есть пригодность к применению не только против средств воздушного нападения, но и против бронетехники противника в ситуации, когда зенитному ракетному взводу или прикрываемому им подразделению придётся обороняться от сухопутных сил противника. Для управления действиями подразделений и целеуказания была создана система управления огнём в форме подвижного пункта управления огнём взвода (Mobile Fire Control Center, сокр. FCC) прошедшего испытания в 1981 году в частях 9-й пехотной дивизии на базе «Форт-Льюис», штат Вашингтон. Пункт управления огнём был оснащён средствами радиолокационного обнаружения и радиочастотного мониторинга, а также акустическими датчиками, электронно-вычислительной аппаратурой, средствами голосовой связи и передачи цифровых данных. Организационно-штатная структура такого рода подразделений предполагала наличие четырёх зенитных ракетных отделений (fire unit) в составе взвода и трёх взводов в составе батареи.
На тот момент на экспорт комплекс не предлагался, однако на базе имеющихся наработок позднее, к середине 1980-х гг. была разработана модификация комплекса в двух вариантах — лёгком переносном и тяжёлом для размещения на самоходной платформе, получившая словесное название «Сейбр» по начальным буквам комплекса. Впоследствии, сокращённое словесное название «Сейбр» стало употребляться и применительно к исходной модели комплекса 1970-х гг. (хотя в то время его никто так не называл), но уже много позже, — только после того, как комплекс стал предлагаться на мировом рынке вооружения. Два описываемых образца вооружения роднит преемственность в части компании-разработчика и использованного инженерно-конструкторского задела, по сути же это два разных комплекса.